# Кьераг
Кьёраг или Кирагг (норв. Kjerag) — гора в муниципалитете Санднес в губернии Рогаланн, Норвегия. Гора высотой 1110 метров находится на южном берегу Люсе-фьорда, к юго-западу от деревни Люсеботн. Его северная сторона представляет собой массивную скалу, уходящую в глубину на 984 метра (3228 фута) почти прямо до фьорда: зрелище, привлекающее множество посетителей каждый год. Другая туристическая достопримечательность, Кьёрагболтен, представляет собой 5 м³ камень, втиснутый между двумя скалами, находится на горе. Водопад Кьерагфоссен низвергается с горы во фьорд. Это один из самых высоких водопадов в мире.
Кьёраг — популярное место для пеших прогулок. Некоторые едут туда, потому что в Прекестулене стало слишком многолюдно; некоторые, чтобы попрыгать на Кьёрагболтен, а некоторые бейсджамперы со всего мира едут туда, чтобы спрыгнуть с высоких скал. Кьёраг также является популярным местом для скалолазания, по его крутым склонам ведёт множество сложных маршрутов. Самый лёгкий подъём начинается от туристического центра Øygardsstølen, 2,5-3 часа ходьбы в каждую сторону. Из Ставангера это примерно в 2 часах езды (закрыто в зимний сезон). Летом также можно сесть на туристический паром из Лауввика в Люсеботн. Лучшим сезоном для прогулок считается конец июня-сентябрь, в зависимости от состояния снега.

## Кьёрагболтен
Кьёрагболтен — это 5 м³ (180 куб. футов) валун, застрявший в горной расщелине на краю горы Кьёраг (59°02′01″ с. ш. 6°35′34″ в. д.). На скалу можно пройти без снаряжения. Спуск состоит из крутого склона (241 метр) и, затем, пологого спуска длиной 735 метров, вниз к Люсе-фьорду. Название означает «Кьёраг Валун» или «Кьёраг Болт».

### Бейсджампинг
Кьёраг стал популярным местом для бейсджампинга. С 1994 года, когда Стейн Эдвартсен совершил первый официально зарегистрированный прыжок, до 2016 года было зарегистрировано в общей сложности 48 668 прыжков. За это время было зарегистрировано 131 несчастный случай, в 44 из которых потребовалось использование спасательного вертолёта, а в 10 случаях прыгунов спасали другие профессиональные альпинисты-спасатели. По данным Норвежской радиовещательной корпорации, только с участием бейсджамперов произошло 11 несчастных случаев со смертельным исходом.
Список прыгунов, погибших в Кьёраге:
- Себастьян Декто (24 года, из Франции), 16 августа 1996 г.
- Улла-Стина Эстберг (46 лет, Швеция), 29 июля 1997 г.
- Тор Алекс Каппфьелл (32 года, из Норвегии), 6 июля 1999 г.
- Кирилл Горетов (29 лет, Россия), 15 августа 1999 г.
- Терри Форрестол (52 года, из Великобритании), 10 июня 2000 г.
- Валентино Вентури (30 лет, Италия), 5 августа 2000 г.
- Лори Барр (37 лет, США), 23 июля 2002 г.
- Роб Томпкинс (30 лет, США), 12 сентября 2002 г.
- Дарси Зойтсас (прозвище: «Питер Пэн») (39 лет, из Австралии), 19 июля 2005 г[7].
- Антон Кнестяпин (25 лет, Россия), 25 июля 2010 г.
- Майкл Леминг (53 года, США), 25 июня 2016 г[8].

В норвежском документальном фильме «Петля» Кристен Рейган поднимается на высоту 1000-метров (3300 футов), чтобы прыгнуть (BASE jumping) с этой скалы.

### Скалолазание
На Кьёраг впервые поднялись весной 1985 года Пэт Литтлджон, Стив Джонс, Дик Реншоу и Линдси Фоулкс, которые спустились на верёвке, не заметив стену снизу, и выбрали свой маршрут по фотографиям, находящимся в открытом доступе. Осенью 2016 года Пит Уиттакер исполнил соло Free-Rider на Эль-Капитане с верёвкой, а летом 2020 года совершил восхождение Реншоу-Фоулкс свободным соло.

## Название
Название, возможно, представляет собой соединение слов kje, что означает «ребёнок», и ragg, что означает «козья шерсть, лохматый». Шероховатую поверхность горного склона сравнивают с лохматой шерстью козлёнка.

## В популярной культуре
- В песне из фильма под названием Amali thumali (с 01:33 до 1:35; с 04:19 до 04:21 и с 04:52 до 04:55) из блокбастера 2011 года на тамильском языке Ko (фильм) главные пары танцуют на вершине валуна в Кьерагболтене[9].

## Галерея

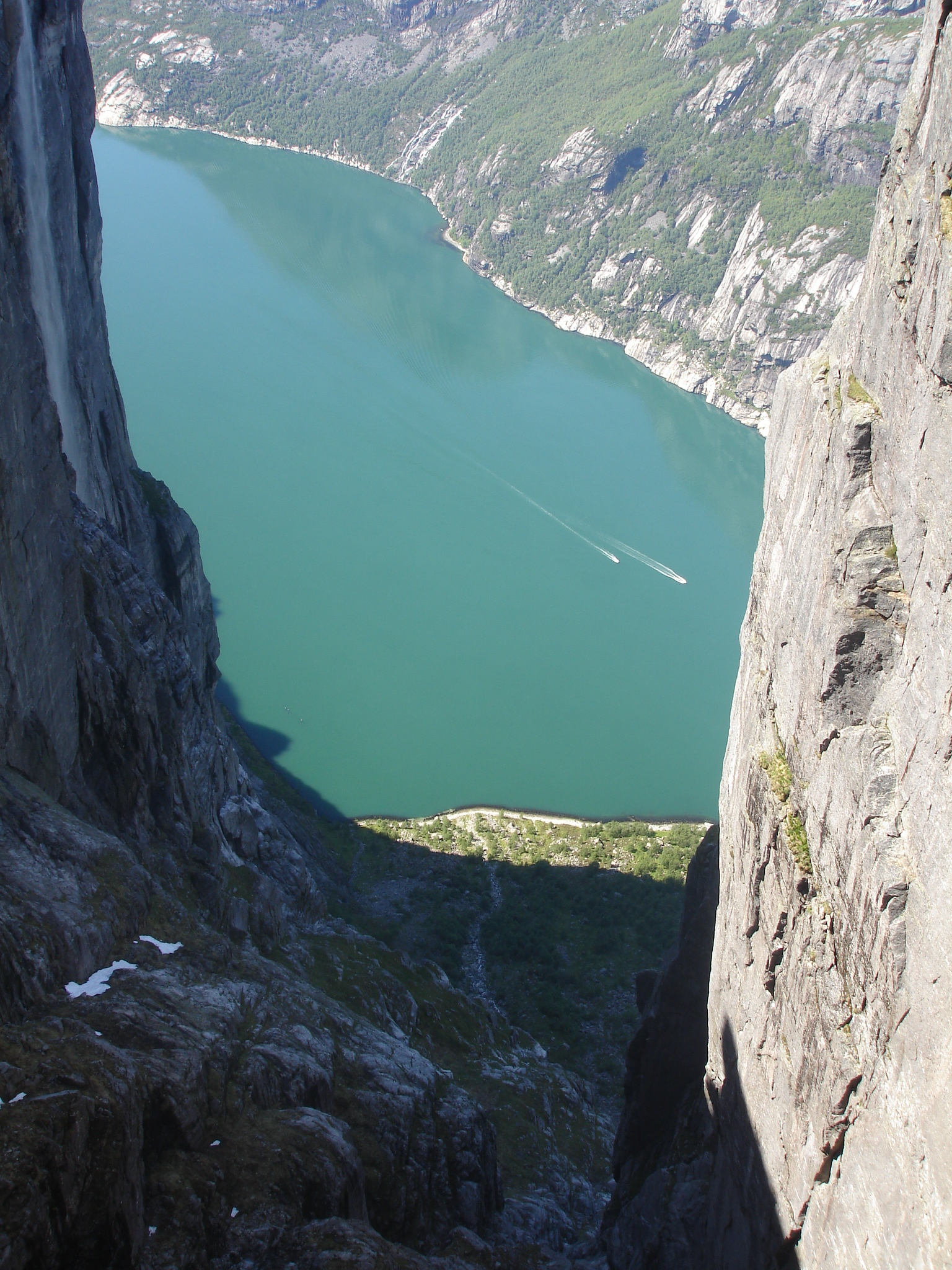
View from Kjeragbolten, Lysefjorden below
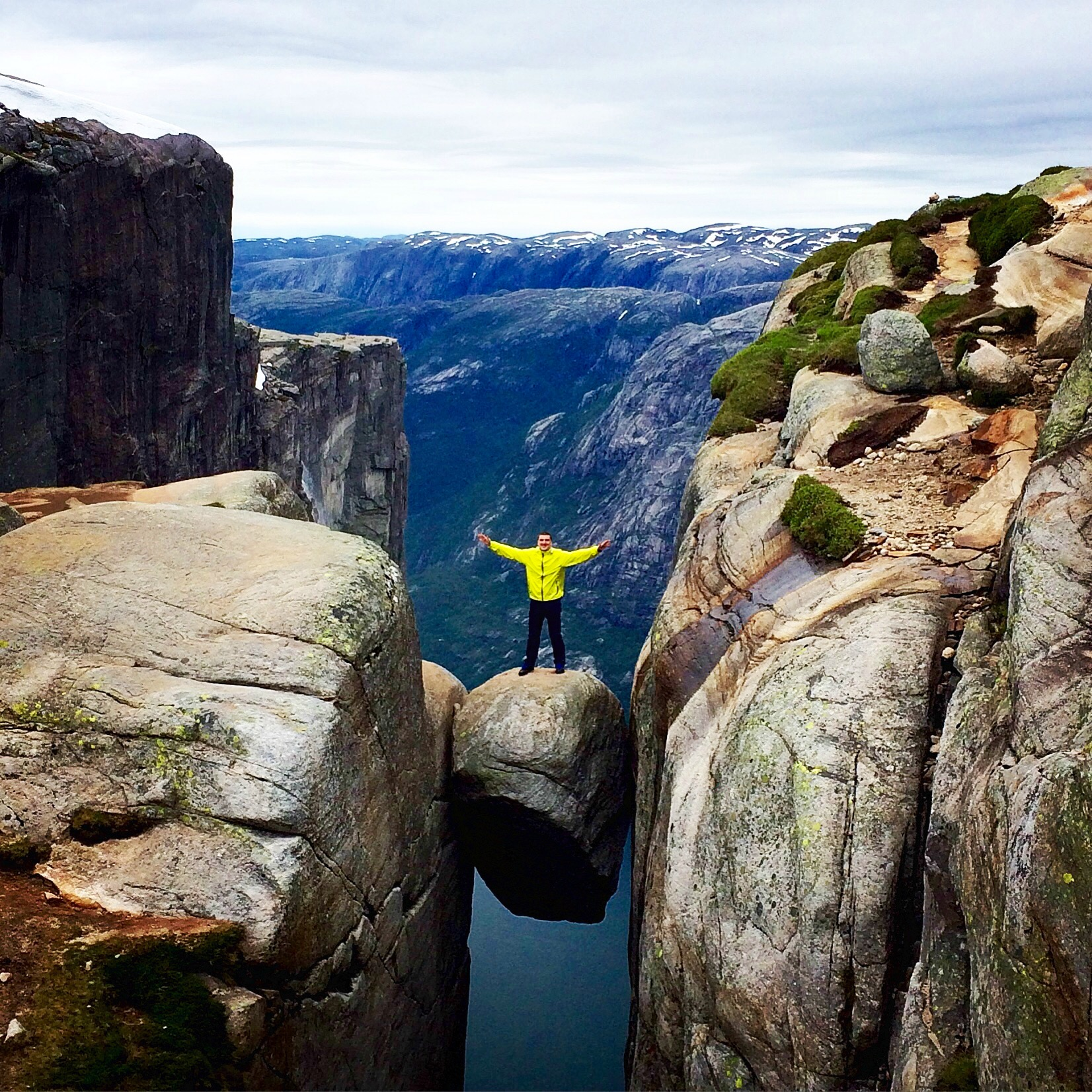
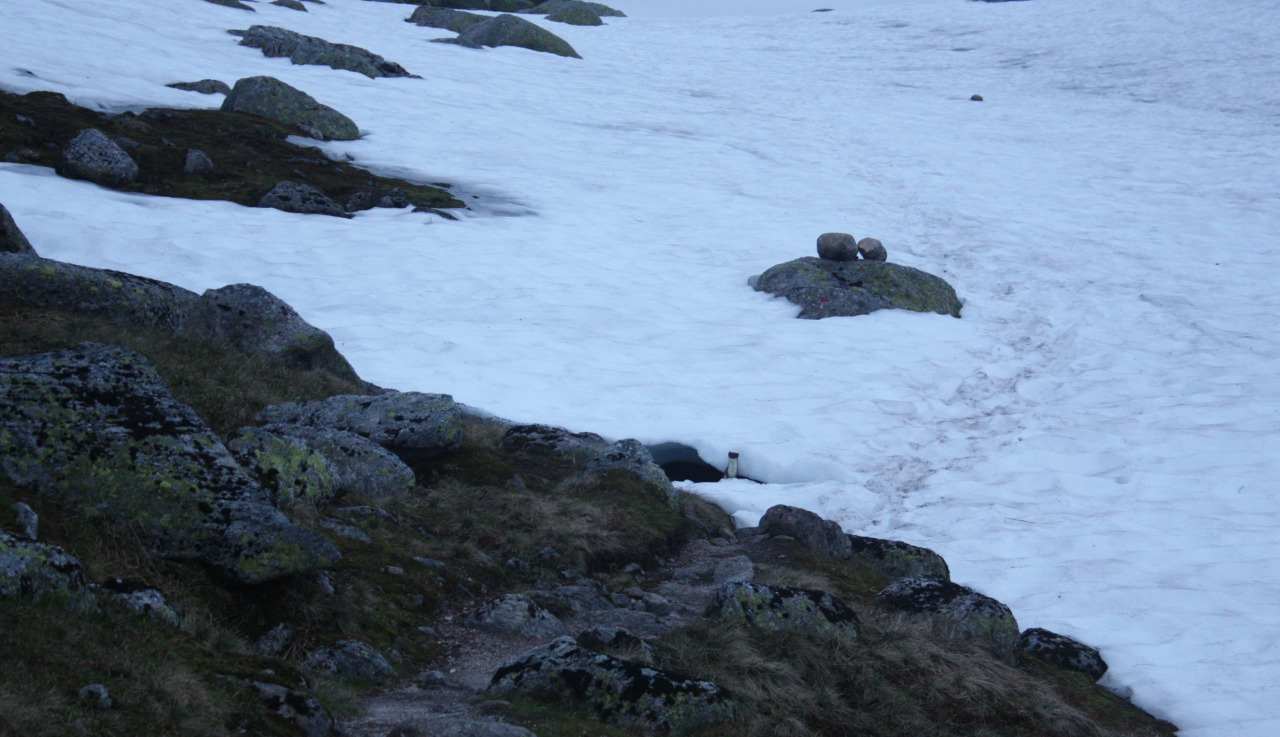
Stoat
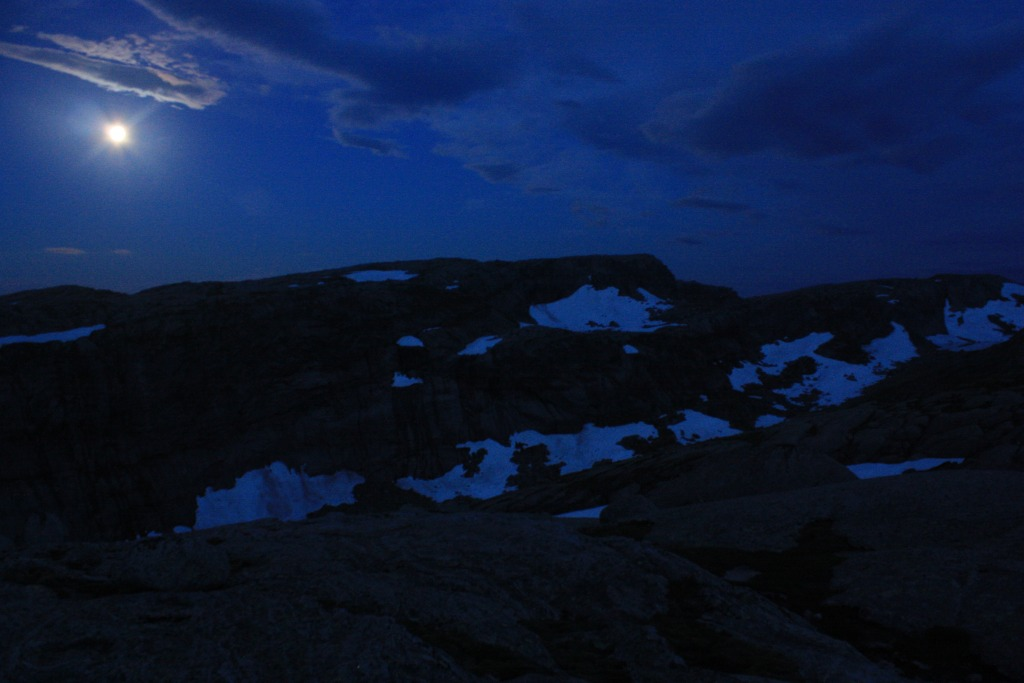
Fullmoon over Kjerag mountain
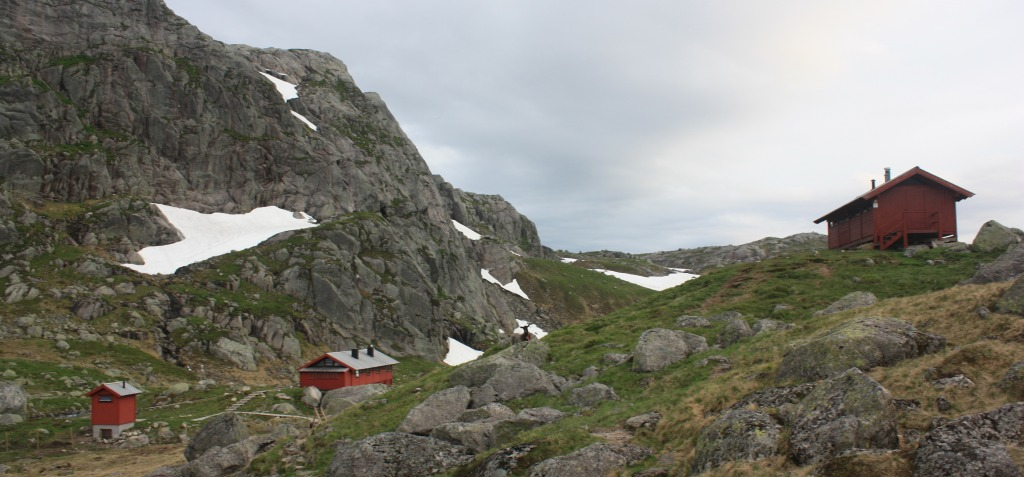
Langavatn cabins [58.992, 6.614]
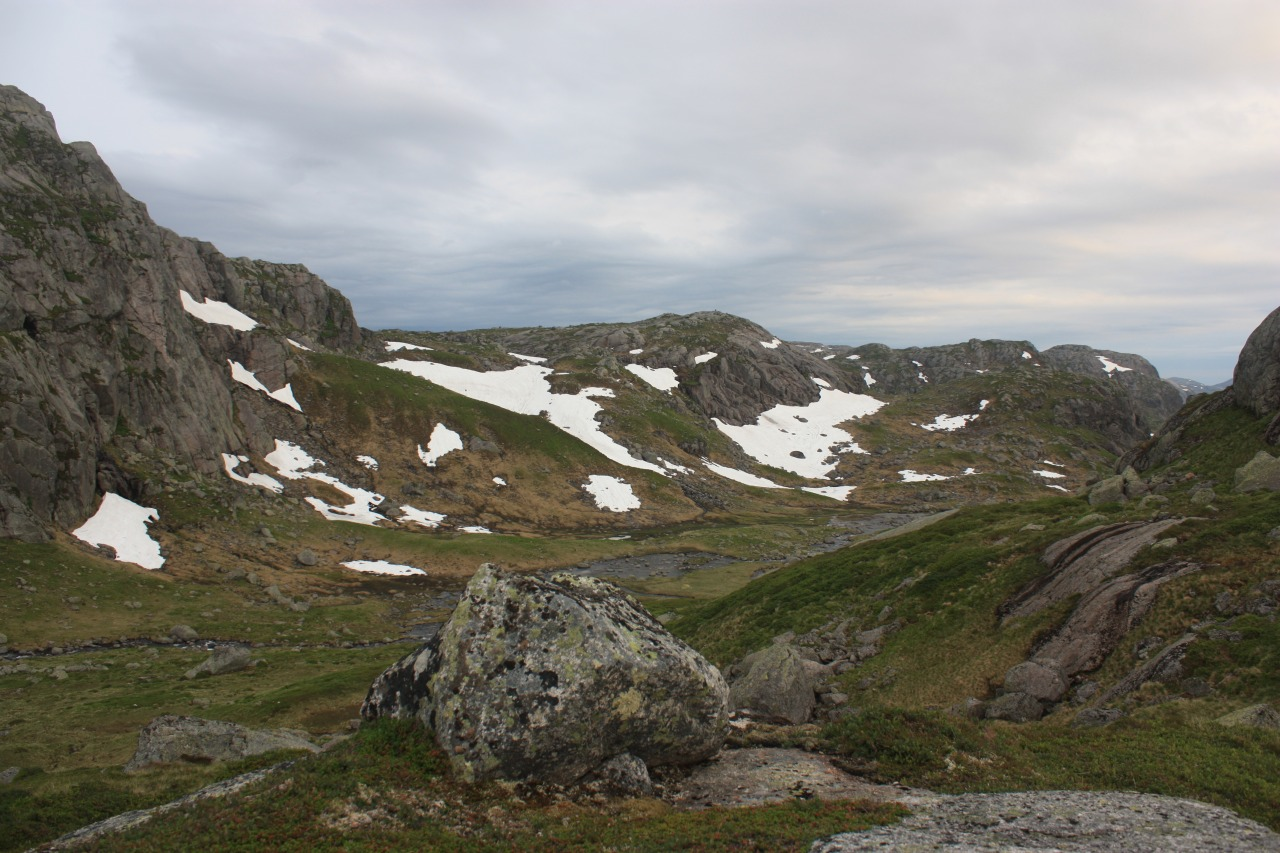
Kjerag view from Langavatn
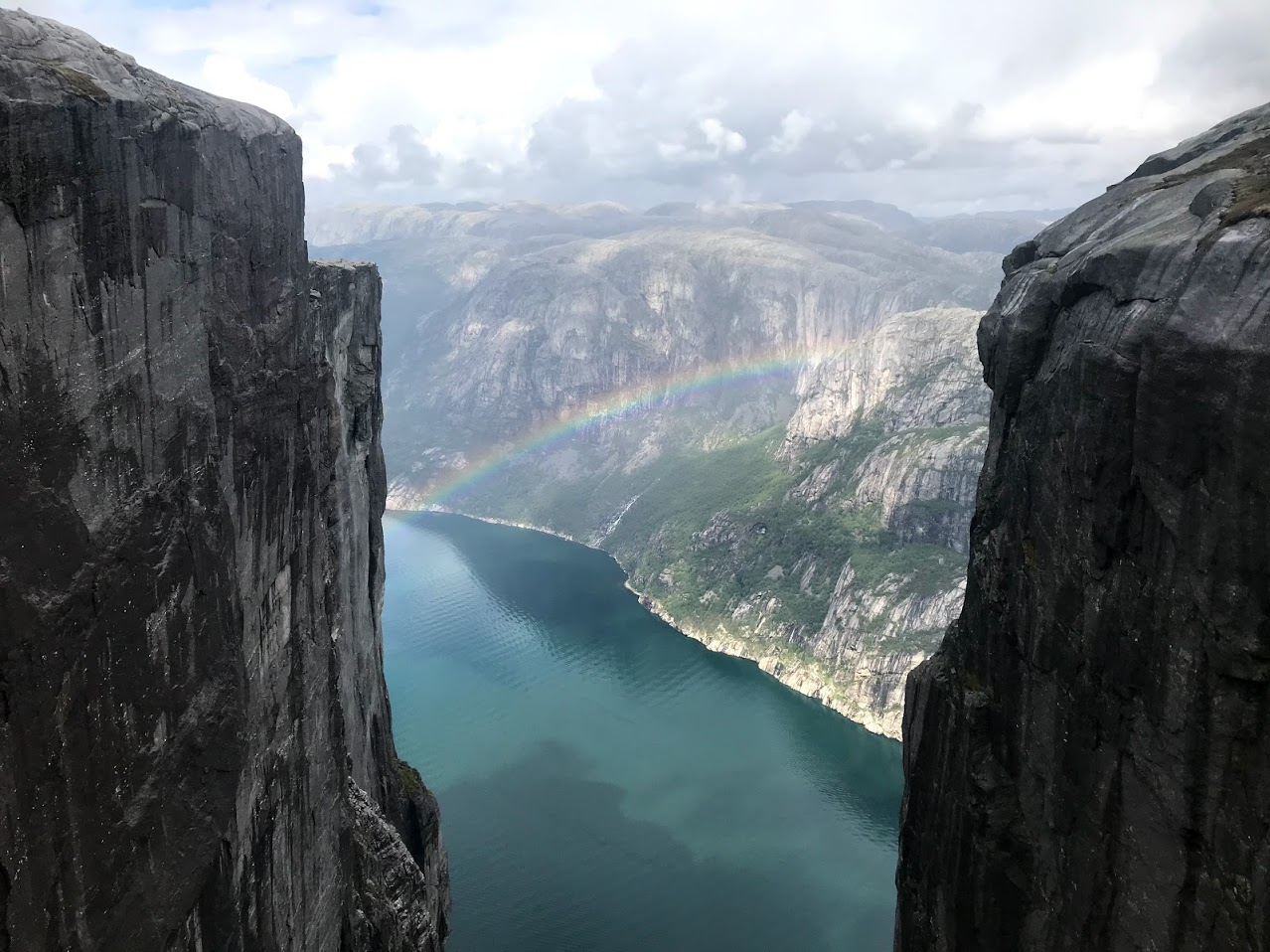
View of Lysefjorden from Kjeragbolten